# Брутия Криспина
Брутия Криспина (на латински: CRISPINA AVGVSTA, Bruttia Crispina; * 164; † 187/188, Капри) е римска императрица, съпруга на римския император Комод. Има титлата Августа.

## Произход
Криспина е дъщеря на Гай Брутий Презенс, който два пъти е бил римски консул. Сестра е на Луций Брутий Квинтий Криспин (консул 187 г.). Внучка е на Лаберия Хостилия Криспина, дъщеря на Маний Лаберий Максим. Баща ѝ произхожда от Volceii, Лукания. Семейството ѝ се е ползвало с доверието на императорите Адриан, Траян, Антонин Пий и Марк Аврелий.

## Римска императрица
През лятото на 178 г. Криспина се омъжва за Комод. Церемонията е била скромна, но все пак събитието е било отбелязано с отсичането на нова емисия монети. Както повечето бракове между младежи от висшето римско общество и бракът на Криспина и Комод е уреден и има политически характер: идеята за него възникнала по време на среща между Марк Аврелий и Гай Брутий. Комод не харесвал съпругата си – тя е била красива, но според слуховете и много високомерна, а и безплодна.
През 182 г. Криспина е обвинена в изневяра и измяна и по заповед на съпруга ѝ е заточена на остров Капри, където е и екзекутирана. Често убийството ѝ се свързва със заговора на Луцила срещу Комод. Някои учени датират смъртта ѝ към 187 г.